# NXT TakeOver: Orlando
NXT TakeOver: Orlando war eine Wrestling-Veranstaltung von WWE NXT, die auf dem WWE Network ausgestrahlt wurde. Sie fand am 1. April 2017 im Amway Center in Orlando, Florida, Vereinigte Staaten statt. Es war die 15. Austragung einer NXT-Großveranstaltung unter dem Namen NXT TakeOver seit Februar 2014. Zum ersten Mal fand eine davon in Orlando und damit auch im Amway Center und zum insgesamt neunten Mal in Florida statt.

## Hintergrund
Im Vorfeld der Veranstaltung wurden fünf Matches angesetzt. Diese resultierten aus den Storylines, die in den Wochen vor NXT TakeOver: San Antonio bei NXT, der wöchentlich auf dem WWE Network ausgestrahlten Entwicklungs-Liga der WWE, gezeigt wurden. Als Hauptkampf wurde ein Singles-Match um die NXT Championship zwischen dem Titelträger Bobby Roode und seinem Herausforderer Shinsuke Nakamura angesetzt. Beide trafen bereits bei NXT TakeOver: San Antonio Ende Januar 2017 aufeinander, als Roode den damaligen Titelträger Nakamura besiegen durfte.

## Ergebnisse

### Übersicht
| Matchart                                                                  |                                                                  |      |                                                                                     | Zeit  |
| ------------------------------------------------------------------------- | ---------------------------------------------------------------- | ---- | ----------------------------------------------------------------------------------- | ----- |
| Acht-Personen-Mixed-Tag-Team-Match                                        | SAnitY (Alexander Wolfe, Eric Young, Killian Dain & Nikki Cross) | bes. | Kassius Ohno, Roderick Strong, Tye Dillinger & Ruby Riot                            | 12:10 |
| Singles-Match                                                             | Aleister Black                                                   | bes. | Andrade Almas                                                                       | 09:37 |
| Triple-Threat-Elimination-Tag-Team-Match um die NXT Tag Team Championship | The Authors of Pain (Akam & Rezar) (C)                           | bes. | #DIY (Johnny Gargano & Tommaso Ciampa) und The Revival (Dash Wilder & Scott Dawson) | 23:37 |
| Singles-Match um die NXT Women’s Championship                             | Asuka (C)                                                        | bes. | Ember Moon                                                                          | 12:14 |
| Singles-Match um die NXT Championship                                     | Bobby Roode (C)                                                  | bes. | Shinsuke Nakamura                                                                   | 28:07 |

### Triple-Threat-Elimination-Tag-Team-Match
| Name                                     | Eliminiert als | Eliminiert durch    | Zeit  | Eliminierungen |
| ---------------------------------------- | -------------- | ------------------- | ----- | -------------- |
| Johnny Gargano & Tommaso Ciampa (#DIY)   | 01.            | The Authors of Pain | 18:57 | 0              |
| Dash Wilder & Scott Dawson (The Revival) | 02.            | The Authors of Pain | 23:37 | 0              |
| Akam & Rezar (The Authors of Pain)       | 0–             | Sieger              | 23:37 | 02             |